# Telegraf.by
Telegraf.by —  белорусский общественно-политический новостной портал на русском языке,  основанный 11 августа 2005 года.
Telegraf.by часто ассоциируют с белорусским новостным ресурсом Telegraf.news. Но они представляют собой самостоятельные проекты с различным содержанием, дизайном и структурой.
При этом на новый сайт Telegraf.news по решению владельцев порталов был частично перенесен архив с Telegraf.by, который охватывает период с 2009 по 2019 год.
Telegraf.news легально работает на территории Республики Беларусь, доступен для всех пользователей без ограничений и блокировок. За его деятельность отвечает Частное информационное унитарное предприятие «Агентство Телеграф», которое зарегистрировано в соответствии с местным законодательством и находится в Минске.

## История Telegraf.by (2005-2021)
11 августа 2005 года основан, основатель и первый директор — Ян Розум. Действовали разделы: новости Беларуси, мировые новости, спортивные, развлекательные, IT-индустрия, туристические новости, блог Александра Бречека (до 2010 года).
В 2005 году сайт вторым в Белоруссии предоставил услуги бесплатной электронной почты (домены @telegraf.by, @me.by и @biz.by) и первым создал её полностью белорусскоязычный интерфейс. Переводом его на белорусский язык занимались специалисты Общества белорусского языка имени Франциска Скорины.
В 2005 году было подписано соглашение с одним из пяти крупнейших на тот момент белорусских интернет-ресурсов Date.by, согласно которому тот перенёс свои почтовые ящики на сервер Телеграфа.
В июне 2007 года сайт подвергся массированной DDoS-атаке и несколько дней не работал.
В августе 2007 года Telegraf.by перевёл свою почту на сервер американской компании Google.
В декабре 2008 года Telegraf.by и украинский информационно-развлекательный портал Bigmir)net запустили совместный проект, в рамках которого была создана белорусская новостная лента, доступная на обоих ресурсах. Также, согласно договору, на сайте Telegraf.by открылись новый разделы «Украина» и «Россия», был расширен раздел «Мир».
1 марта 2010 года Telegraf.by запустил белорусскоязычную версию, 9 марта — англоязычную.
В январе 2020 года главным редактором Telegraf.by стал Валерий Дорохин.
Заблокирован и закрыт в 2021 году.

## Тематика
Сайт был посвящён, прежде всего, белорусским новостям, но при этом освещал мировые события и события стран ближнего зарубежья. Основными разделами портала являлись Авто, Беларусь, Жизнь, ИТ, Криминал, Мир, Россия, Спорт, Украина, Фото, Шоу-Бизнес.
Белорусской версией пользовались примерно 10 % читателей портала. После переноса почты на Google её интерфейс перестал быть белорусским.

## Закрытие Telegraf.by
В 2021 году ЧИУП «Агентство Телеграф» прекратило работу сайта Telegraf.by. Причины закрытия не были официально объявлены.
Вскоре после этого владельцы запустили новый сайт Telegraf.news, который продолжил освещать новости Беларуси и мира.
Новый ресурс отличается от предыдущего расширенным функционалом и более широким кругом тем. Главным редактором сайта является Валерий Дорохин.

## Telegraf.news (с 2021)
Telegraf.news — белорусский новостной портал на русском языке. Освещает общественные новости, политики, экономики, культуры и технологий.
Обслуживанием, информационным сопровождением, администрированием и рекламными вопросами Telegraf.news занимается Частное информационное унитарное предприятие (ЧИУП) «Агентство Телеграф».
Редакция Telegraf.news сотрудничает с белорусскими государственными предприятиями и экспертами в различных сферах: профессиональными грибниками, ветеринарами, врачами, психологами. А также публикует интервью с интересными людьми из Беларуси.
Как указано на сайте в разделе «О сайте», миссия Telegraf.news — «быть надежным и беспристрастным источником качественной, объективной и актуальной информации, чтобы помочь людям разобраться в том, что происходит вокруг».

## Структура и контент Telegraf.news
Направление деятельности Telegraf.news включает в себя:
- Общественно-политические новости: освещение событий в стране и мире.
- Экономические новости: анализ финансовых рынков, бизнес-новости.
- Социальные новости: обзоры событий в области культуры, науки, образования.
- Развлекательный контент: публикации о знаменитостях, лайфхаки, юмор.

На сайте представлены следующие рубрики: Общество, Политика, Экономика, Здоровье, Лайфхаки, Авто, Происшествия, Мир, Технологии, Спорт, Недвижимость, Жизнь, Шоу-бизнес, Еда, Сад и огород.
Также есть блок о погоде в Беларуси, курсе валют и популярных темах.